# Mātherān
Mātherān är en ort i Indien.   Den ligger i distriktet Raigarh och delstaten Maharashtra, i den sydvästra delen av landet, 1 100 km söder om huvudstaden New Delhi. Mātherān ligger 740 meter över havet och antalet invånare är 5 287.
Terrängen runt Mātherān är huvudsakligen kuperad. Mātherān ligger uppe på en höjd. Runt Mātherān är det tätbefolkat, med 331 invånare per kvadratkilometer. Närmaste större samhälle är Panvel, 16,3 km väster om Mātherān. Omgivningarna runt Mātherān är en mosaik av jordbruksmark och naturlig växtlighet.